# 石田翠
石田翠（日语：／ Ishida Sui，1986年12月28日—）是日本男性漫畫家，出身於福冈县，代表作為《東京喰種》。石田從小接觸畫畫，就讀高專時放棄學業，學習電腦繪圖，畢業後開始往成為漫畫家前進。2011年3月，《東京喰種》的前身單篇發表於漫畫雜誌《Miracle Jump》，代表石田正式出道。同年9月，《東京喰種》在《週刊YOUNG JUMP》開始連載，並斬獲高人氣，先後獲改編為電視動畫和真人電影。《東京喰種》連載長達7年，最終於2018年完結。2021年5月，石田開始在「隔壁的YOUNG JUMP」上連載《超人X》。

## 早年
石田於1986年12月28日出生，有姊姊和妹妹，姊姊是小說家兼漫畫家。石田出身於福冈县，因為父親工作調動的關係，一家人經常搬家，石田在小學六年級前待過德島市、東京、神奈川縣、佐賀市和福岡市，幼稚園時曾在臺灣住過一段時間。小學一年級時，石田開始學姊姊畫圖，並對真正的漫畫家工具產生興趣，最終透過補習班的學業集點活動拿到漫畫家工具組。他使用工具組畫了一段時間，但因為有一次將墨水打翻在榻榻米上而闖禍，從此便不再使用。
石田的父親相當嚴厲，令他在家中備感壓迫。中學時期，石田失去學習的動機，為了脫離父母管束，石田報考有宿舍的高專。高專時期，石田荒廢學業，將大部分時間拿來玩遊戲，同時也開始學習電腦繪圖。石田沒有想做的工作，也沒有從事相關就職活動，並因此苦惱。有一次和父親爭執時，石田說出「我已經死了」的話，父親最終讓步，不再逼他就職。於是，石田選擇了漫畫家這條路。

## 職業生涯
2009年，石田學完如何畫漫畫後便前往東京，於7月帶著分鏡稿前往集英社投稿。石田在集英社的責任編輯是松尾淳平，他請松尾介紹他漫畫助手的工作。有一段時間，石田擔任《王者天下》作者原泰久的助手，並在新都社網路漫畫雜誌《週刊YOUNG VIP》上連載漫畫《THE PENISMAN》。2011年1月，石田的單篇作品「東京喰種」參加集英社漫畫雜誌《週刊YOUNG JUMP》的漫畫新人獎漫畫Grand Prix（第113屆/2010年11月期），獲得準優秀獎，該單篇以雖然是人類但有吃人習性的「喰種」為主題，之後刊登於《Miracle Jump》No.2（2011年3月15日發售），代表石田正式出道。
「東京喰種」獲准發展成連載，石田於2011年6月開始準備，2011年9月8日起在《週刊YOUNG JUMP》連載，2014年9月18日完結。續章《東京喰種:re》於2014年10月16日至2018年7月5日連載，整部作品一共連載了7年。《東京喰種》獲得相當高的人氣，出版至單行本第7卷時，發行量已突破100萬冊，至第14卷出版時已突破840萬冊。《東京喰種:re》的最終卷發行時，全系列發行量已突破3700萬冊。《東京喰種》獲改編為三季電視動畫，由Studio Pierrot製作，此外還有小說、舞台劇、真人電影和遊戲等衍生媒材。
《東京喰種》於2018年完結後，石田與Broccoli籌備6年的合作企劃「JACKJEANNE」於2019年公開。該遊戲於2021年3月在任天堂Switch平台發行，遊戲內容以歌劇學校為舞台，石田一手包辦了原作、腳本、設定和角色立繪等。石田也繪製了以該遊戲為題材的單篇漫畫「PUPPET」，於2022年7月發表於「隔壁的YOUNG JUMP」。
2021年5月，石田於「隔壁的YOUNG JUMP」上開始新連載《超人X》。

## 個人方面
石田在出道前透過網路發表漫畫，當時使用的筆名是，和他的Twitter帳號同名。以單篇「東京喰種」出道時，石田開始採用新筆名，他曾在Twitter上表示該名字取自西瓜（スイカ），但後來澄清那只是開玩笑。居住地方面，石田在出道之前一度前往東京，在《東京喰種:re》連載期間居住於福冈县。作畫方面，石田使用數位作畫，在剛出道時使用的硬體是Wacom的数码绘图板，軟體是ComicStudio4.0和Paint Tool SAI。後來他也有使用Corel Painter等繪圖軟體。

## 作品列表

### 漫畫
|  | 連載作品 |  | 單篇作品 |

|          | 原文標題 | 中文標題               | 類別 | 出版者 | 刊載雜誌                                                                                                 | 收錄於                 | 備註                                                                       |
| -------- | -------- | ---------------------- | ---- | ------ | --- | ---------------------- | -------------------------------------------------------------------------- |
| 2010年代 |          |                        |      |        | |                        |                                                                            |
| 1        |          | 東京喰種               | 單篇 | 集英社 | 《Miracle Jump》No.2（2011年3月15日發售）                                                                | —                      | - 第113屆漫畫Grand Prix準優秀獎 - 《東京喰種》連載版的前身                 |
| 2        |          | 東京喰種               | 連載 | 集英社 | 《週刊YOUNG JUMP》2011年41號（2011年9月8日發售）－2014年42號（2014年9月18日發售）                        | 單行本（全14卷）       |                                                                            |
| 3        |          | 東京喰種【利世】       | 單篇 | 集英社 | 《Miracle Jump》No.6（2011年12月13日發售）                                                               | 《東京喰種》：第5卷    | 《東京喰種》連載版的前傳                                                   |
| 4        |          | 東京喰種【JACK】       | 連載 | 集英社 | 「JUMP LIVE」第1號（2013年8月）                                                                          | 單行本（全1卷）        | 《東京喰種》連載版的番外篇                                                 |
| 5        |          | 東京喰種【JOKER】      | 單篇 | 集英社 | 《週刊少年Jump》2014年31號（2014年6月30日發售）                                                          | 《東京喰種:re》：第3卷 | - 共34頁 - 《東京喰種》連載版的番外篇                                      |
| 6        |          | 東京喰種:re            | 連載 | 集英社 | 《週刊YOUNG JUMP》2014年46號（2014年10月16日發售）－2018年31號（2018年7月5日發售）                       | 單行本（全16卷）       | 《東京喰種》連載版的續章                                                   |
| 7        |          | 東京喰種【悲劇】#001-2 | 單篇 | 集英社 | 《MEN'S NON-NO》2016年10月號（2016年9月10日發售）                                                        | —                      | - 共42頁 - 《東京喰種》連載版第1話「悲劇」的重製版（remake）               |
| 2020年代 |          |                        |      |        | |                        |                                                                            |
| 8        |          | 超人X                  | 連載 | 集英社 | 「隔壁的YOUNG JUMP」2021年5月10日－連載中 《週刊YOUNG JUMP》2021年46號（2021年10月14日發售）－2022年10號 | 單行本（已發行12卷）   | - 不定期網路連載 - 在《週刊YOUNG JUMP》出張連載至第15話                    |
| 9        |          | PUPPET                 | 單篇 | 集英社 | 「隔壁的YOUNG JUMP」2022年7月22日 《週刊YOUNG JUMP》2022年43號（2022年9月22日發售）                      | 《》                   | 遊戲《JACKJEANNE》的衍生漫畫                                               |
| 10       |          | PARSLEY                | 單篇 | 集英社 | 「隔壁的YOUNG JUMP」2024年12月4日                                                                        | 《》                   | - 共104頁 - 遊戲《JACKJEANNE》的衍生漫畫                                   |
| 11       |          | PECKER                 | 單篇 | 集英社 | — | 《》                   | - 共16頁 - 遊戲《JACKJEANNE》的衍生漫畫 - 為《》創作的加筆漫畫             |
| 12       |          | DUCKWEED               | 單篇 | 集英社 | 《Ultra Jump》2025年4月號（2025年4月18日發售）－5月號（2025年5月19日發售）                               | —                      | - 分為前、後篇發表 - 前篇共66頁、後篇共59頁 - 遊戲《JACKJEANNE》的衍生漫畫 |

### 小說
- 《東京喰種［日常］》（東京喰種トーキョーグール［日々］，2013年7月出版）：原作、插圖，小說：[47]
- 《東京喰種［空白］》（東京喰種トーキョーグール［空白］，2014年6月出版）：原作、插圖，小說：[48]
- 《東京喰種［往日］》（東京喰種トーキョーグール［昔日］，《Miracle Jump》2014年7月号[49]－11月号[50]，2014年12月出版）：擔任原作、插圖，小說：[51]
- 《東京喰種［JAIL］》（東京喰種トーキョーグール［JAIL］，2015年12月出版）：腳本、插圖[52]
- 《胚胎奇譚》（エムブリヲ奇譚，文庫版，2016年3月出版）：封面插圖，小說：山白朝子[53]
- 《東京喰種：re［quest］》（東京喰種トーキョーグール：re［quest］，2016年12月出版）：原作、插圖，小說：[54]
- 《JACKJEANNE ―夏劇―》（ジャックジャンヌ ―夏劇―，2021年4月出版）：原作、插圖，小說：[55]
- （2022年11月出版）：原作、插圖，小說：[56]
- （2024年4月出版）：插圖，小說：田中佳祐[57][58]

### 插畫集、資料集
- 《東京喰種［zakki］》（東京喰種トーキョーグール［zakki］，2014年10月出版）[59]
- 《東京喰種［zakki:re］》（東京喰種トーキョーグール［zakki:re］，2019年3月出版）[60]
- 《JACKJEANNE Complete Collection -sui ishida works-》（ジャックジャンヌ Complete Collection -sui ishida works-，2021年4月出版）[61]

### 遊戲
- 《東京喰種 JAIL》（東京喰種トーキョーグール JAIL，PlayStation Vita，2015年10月1日）：擔任劇本與台詞編寫、人物設計（凜央）[62]
- 《JACKJEANNE（日语：ジャックジャンヌ）》（任天堂Switch，2021年3月18日發行/IOS、Android，2023年3月18日發行[63]）：擔任原作、人物設計、編劇[24][64]

### 插圖
- 單曲unravel（2014年7月）：期間限定盤包裝插圖[65]
- People In The Box（日语：People In The Box）單曲（2014年8月）：期間生產限定盤包裝插圖[66]
- amazarashi單曲（2015年2月）：期間生產限定盤包裝插圖[67]
- （2016年10月）：封面[68][69]
- People In The Box十周年官網插圖（2017年7月）[70]
- 女王蜂單曲HALF（2018年4月）：通常盤包裝插圖[71]
- 單曲katharsis（2018年11月）：唱片套插圖[72]
- MIYAVI專輯《NO SLEEP TILL TOKYO》（2019年7月）：包裝插圖[73]
- 專輯《彩腦（日语：彩脳）》（2020年4月）：初回生產限定盤包裝插圖[74]
- 《刀劍亂舞音樂劇戲曲本》（ミュージカル『刀剣乱舞』戯曲本，2021年4月）：封面插圖[75]
- Ano歌曲アパシー的MV（2021年9月）：插圖[76]
- 秋山黃色單曲Wannabe（2024年11月）：唱片套插圖[77][78]

### 其他漫畫
- 《THE PENISMAN》：於舊個人網站連載（出道前[79]－2011年6月3日[80]），全50話[80]，使用筆名為，為新都社網路漫畫雜誌《週刊YOUNG VIP》的連載作品之一[8]
- 《THE PENIS LADY》：於舊個人網站連載（2012年），共6話[註 3]，使用筆名為[81]
- 《School of the Ghoul》：於個人網站連載[82]的短篇，《東京喰種》的校園題材衍生漫畫，收錄於《東京喰種》單行本第8卷的書店特典（共24頁）[83]
- 以《HUNTER×HUNTER》角色西索為主角的69頁分鏡稿（少年Jump+ 2016年6月3日）[84][85]

## 關聯人物
- 松尾淳平：石田的責任編輯[7]。
- 原泰久：石田曾擔任此人的助手[7]，並且公開稱之為「師父」[11]。
- ：石田的姊姊[1]，作家兼漫畫家，同時也是石田多部作品的小說版的作者。

## 備註
1. 1 2  《Miracle Jump》No.2（2011年3月15日發售）上標示年齡為24歲，加上已知生日為12月28日，可推斷石田出生於1986年。
2. 1 2  出生月日由Twitter上的生日祝賀推文推知，例如2013年中山敦支發表於Twitter上的生日賀圖[2]，以及2015年石田畫給自己的生日賀圖[3]。
3. ↑  最後更新於2012年，此後一直到2016年網站失效之前都未再更新。

## 外部連結
- 石田翠的X（前Twitter）
- 石田翠在動畫新聞網百科全書中的資料（英文）